# Caterina di Gorizia

Blasone della Contea di Gorizia

Caterina di Gorizia (... – 1391) è stata una nobildonna italiana, figlia del conte Mainardo VI di Gorizia, della nobile famiglia dei Gorizia e della sua prima moglie Caterina di Pfannenberg.

## Biografia
Nel 1372 sposò il duca Giovanni II di Baviera ed ebbero tre figli: 
- Ernesto, duca di Baviera-Monaco (nato: 1373; morì: 2 Luglio 1438 a Monaco di Baviera)
- Guglielmo III, duca di Baviera-Monaco (nato: 1375 a Monaco di Baviera, e morto: 1435 a Monaco di Baviera)
- Sofia (nata: 1376; morì: 26 Settembre 1425 a Bratislava). Sposata il 2 maggio 1389 a Praga con il re Venceslao.